# Muraltia cuspifolia
Muraltia cuspifolia är en jungfrulinsväxtart som beskrevs av Chod.. Muraltia cuspifolia ingår i släktet Muraltia och familjen jungfrulinsväxter. Inga underarter finns listade i Catalogue of Life.